# Babanango

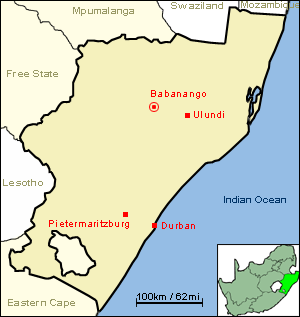
Locatie van Babanango binnen Zuid-Afrika

Babanango is de naam van een heuvel, een stroom en een nederzetting in het Zululand, KwaZoeloe-Natal, Zuid-Afrika. Er zijn vele versies van de oorsprong van Babanango. De momenteel meest waarschijnlijke verklaring komt van de Zoeloe woorden ‘Ubaba nangu’. Het verhaal gaat dat vele jaren geleden een klein kind verdwaald was op de met mist omhulde heuvel, en toen een oudere broer haar vond, riep hij: "Ubaba, nangu", wat zoveel betekent als "Vader, daar is ze". Andere betekenissen zijn "Het Kind dat Niet Rechtop Kan Zitten", en "Vader, Waar Ben Je?"

## Geschiedenis
Emakuseni in de Mkumbane Vallei op de oevers van de Witte Umfolozi rivier vlak bij Babanango is de plaats van koning Dingane KaSenzagakhonas grote kraals, waar Piet Retief en zijn Voortrekkers werden afgeslacht in 1838. De naam betekent waarschijnlijk "de Plaats van het Schaap" of "Bij de Graven van de Chiefs".
De nederzetting Babanango was oorspronkelijk een deel van het land dat geschonken was aan de Europese boeren in 1885 door koning
Dinizulu kaCetshwayo.